# Camiran
Camiran is een gemeente in het Franse departement Gironde (regio Nouvelle-Aquitaine) en telt 443 inwoners (1999). De plaats maakt deel uit van het arrondissement Langon.

## Geografie
De oppervlakte van Camiran bedraagt 5,8 km², de bevolkingsdichtheid is 76,4 inwoners per km².
De onderstaande kaart toont de ligging van Camiran met de belangrijkste infrastructuur en aangrenzende gemeenten.

## Demografie
Onderstaande figuur toont het verloop van het inwonertal (bron: INSEE-tellingen).